# بنجامين هنري داي جونيور
بنجامين هنري داي جونيور (بالإنجليزية: Benjamin Henry Day, Jr.)‏ هو طباع ورسام توضيحي أمريكي، ولد في 7 مارس 1838 في نيويورك في الولايات المتحدة، وتوفي في 30 أغسطس 1916 في سوميت في الولايات المتحدة.